# リュボミール・カントニストフ
リュボミール・ダニーロヴィチ・カントニストフ（Любомир Данилович Кантонистов, 1978年8月11日 - ）は、現ロシア・モスクワ出身の元サッカー選手。ポジションはMF。

## 来歴
1978年、現ロシアの首都モスクワで生まれ、8歳の頃にサッカーを始める。ティミリヤーゼフ・サッカースクールに在籍後にFCロコモティフ・モスクワに招待されユースに入団した。1997年、KAMAZナーベレジヌイェ・チェルヌイ戦でプロデビューを果たしたがロコモティフでの出場は、この1試合に留まった。ロコモティフからは契約更新を打診されたがカントニストフは先発でプレーしたいとの思いから断りを入れた。その後、半年-1年でクラブを変更するなど定まらない日々が続いていたが、2002年にFCクバン・クラスノダールに移籍をして輝きを取り戻した。2004年9月10日、ルクセンブルク戦に招集されロシア代表デビューを飾った。2013年にFCファーケル・ヴォロネジで現役引退をした。

## 所属クラブ
- FCロコモティフ・モスクワ 1997
- FCネフテヒミク・ニジネカムスク 1998
- FCジェムチュジナ・ソチ 1999
- FCメタルルグ・クラスノヤルスク 2000
- FCアラニア・ウラジカフカス 2000
- FCロコモティフ・ニジニ・ノヴゴロド 2001
- NKオリンピア・リュブリャナ 2001-2002
- FCクバン・クラスノダール 2002-2005
- FCトルペド・モスクワ 2006-2008
- MVDロシイ・モスクワ 2009
- FCクラスノダール 2009
- FCディナモ・サンクトペテルブルク 2010
- FCバルチカ・カリーニングラード 2011
- FCファーケル・ヴォロネジ 2011-2013